# Filhas de Eva
Filhas de Eva é uma série de televisão brasileira produzida pelos Estúdios Globo e lançada exclusivamente pelo serviço de streaming Globoplay, cujo lançamento foi em 8 de março de 2021.
Escrita por Adriana Falcão, Jô Abdu, Martha Mendonça e Nelito Fernandes, com colaboração de Maria Clara Mattos, é baseada no livro homônimo de Martha Mendonça. A direção é de Felipe Louzada e Nathalia Ribas, com direção geral e artística de Leonardo Nogueira.
Conta com Renata Sorrah, Giovanna Antonelli, Vanessa Giácomo e Débora Ozório nos papéis principais.

## Sinopse
Filhas de Eva conta a trajetória de quatro mulheres que estão presas a padrões que não as fazem felizes: Stella (Marcella Rica/Renata Sorrah) - que percebe durante suas bodas de ouro que não aproveitou a vida como deveria - repete o destino de sua geração, que abriu mão de sonhos pelo casamento e pela maternidade; sua filha Lívia (Giovanna Antonelli) tem sua carreira, mas sofre por não ter o controle da vida afetiva que idealizou. Já Cléo (Vanessa Giacomo), com sua baixa autoestima, precisa garantir teto e sobrevivência antes de pensar em qualquer realização pessoal. Enquanto isso, Dora {Débora Ozório), neta de Stella e filha de Lívia, se debate entre os modelos familiares e o feminismo das jovens de hoje.
Uma decisão inesperada de Stella, acabará mudando a vida de todos a sua volta, principalmente a de sua filha Lívia e da até então desconhecida Cléo, que levou o bolo da festa.

## Exibição
Inicialmente estrearia em 19 de janeiro de 2022 pela TV Globo e teria exibição nas quartas-feiras após o BBB 22. Mas, devido a falta de anunciantes, a série teve a sua estreia remarcada inicialmente para o dia 9 de agosto de 2022. Em seguida, foi antecipada e  exibida de 12 de julho até 18 de agosto de 2022, substituindo a sexta temporada do reality No Limite e sendo substituída pela segunda temporada de Cine Holliúdy, com exibição nas terças e quintas-feiras após Pantanal.

## Elenco
| Intérprete             | Personagem                       |
| ---------------------- | -------------------------------- |
| Renata Sorrah          | Stella Roman Fantini             |
| Giovanna Antonelli     | Lívia Fantini Caldas             |
| Vanessa Giácomo        | Cleópatra Ramos de Souza (Cléo)  |
| Débora Ozório          | Dora Fantini Caldas              |
| Dan Stulbach           | Kléber Caldas                    |
| Cacá Amaral            | Ademar Lopes Fantini             |
| Marcos Veras           | Fábio Ferreira                   |
| Analu Prestes          | Maria José Ramos de Souza (Zezé) |
| Erom Cordeiro          | Júlio César Ramos de Souza       |
| Cecília Homem de Mello | Catarina Weinermann              |
| Jean Pierre Noher      | Joaquim Benitez                  |
| Juliano Lobreiro       | Gui                              |
| Nina Tomsic            | Mari                             |
| Aldo Perrota           | Luís Fernando                    |
| Bia Guedes             | Jurema                           |

### Participações especiais
| Episódio            | Intérprete             | Personagem                 |
| ------------------- | ---------------------- | -------------------------- |
| 1                   | Fátima Bernardes       | Ela mesma                  |
| 1                   | Marcella Rica          | Stella Fantini (jovem)     |
| 1                   | Stênio Garcia          | Jurandir Sampaio (Sampaio) |
| 1                   | Sílvia Salgado         | Eleonora Sampaio           |
| 1                   | Ricardo Pavão          | Denilson Lobato            |
| 1                   | Antônio Pedro          | Abelardo                   |
| 1                   | Adriana Seiffert       | Helena                     |
| 2                   | Marcella Rica          | Stella Fantini (jovem)     |
| 2                   | Ayala Rossana          | Eunice                     |
| 2                   | Letícia Hess           | Damiana                    |
| 3                   | Thaíssa Carvalho       | Babi                       |
| 3                   | Stênio Garcia          | Jurandir Sampaio (Sampaio) |
| 3                   | Lorena Comparato       | Suzana                     |
| 3                   | Ignacio Aldunate       | Bruno                      |
| 3                   | Nilvan Santos          | Benjamin                   |
| 3                   | Adriana Seiffert       | Helena                     |
| 3                   | Leandro Santanna       | Ginho                      |
| 4                   | Milton Gonçalves       | Gasparian                  |
| 4                   | Thaíssa Carvalho       | Babi                       |
| 4                   | Larissa Rezende        | Kelly                      |
| 4                   | Karen Roepke           | Letícia                    |
| 5                   | Gustavo Ottoni         | Humberto Junqueira         |
| 5                   | Sílvia Salgado         | Eleonora Sampaio           |
| 5                   | Malu Valle             | Maria Lúcia Junqueira      |
| 6                   | Malu Valle             | Maria Lúcia Junqueira      |
| Marcella Rica       | Stella Fantini (jovem) |                            |
| Yure Ribeiro        | Ademar Fantini (jovem) |                            |
| Carine Klimeck      | Vendedora              |                            |
| Ana Isabela Godinho | Gláucia                |                            |
| Márcio Vito         | Arlindo                |                            |
| 7                   | Felipe Silcler         | Cauã                       |
| 7                   | Bianca Tocafundo       | Isabel                     |
| 10                  | Cláudio Gabriel        | Dr. Samuel                 |
| 10                  | Rafael Telles          | Lucas                      |
| 10                  | Júlia Lund             | Delegada                   |

## Trilha Sonora
1. "Your Hands" - GRAE (tema de abertura)
2. "You Are My Sunshine" - Jasmine Thompson
3. "5 Years Old" - Letrux
4. "Samba e Amor" - Barbara Fialho; feat. Seu Jorge
5. "Eu Quero é Botar Meu Bloco na Rua" - Ney Matogrosso
6. "100 Days, 100 Nights" - Sharon Jones & The Dap-Kings
7. "Outro" - Architektbeats
8. "Fever" - Peggy Lee
9. "Born Again Teen" - Lucius
10. "Music Gets You Girls" - Michelle Gurevich
11. "Dream A Little Dream Of Me" - Kina Grannis
12. "I Want To Tell You I Love You" - Connie Mac Booker
13. "What A Wonderful World" - Imaginary Future; Kina Grannis
14. "Fly Me To The Moon" - Imaginary Future
15. "Respect" - Aretha Franklin
16. "III Make Happy" - The Easybeats
17. "Written in Stone" - Dan & The Underdogs
18. "Beyond The Sea - Kina Grannis
19. "Moon River (From Breakfast at Tiffany's)" - Audrey Hepburn; Henry Mancini
20. "Wouldn't It Be Nice" · Kate McGill
21. "Can't Help Falling In Love" - Elvis Presley
22. "Can't Help Falling in Love" - Kina Grannis

## Recepção

### Audiência
Em sua estreia na TV aberta, a série registrou 18 pontos, superando em audiência todos os índices de toda a 6ª temporada do No Limite, seu antecessor na faixa. Em seu segundo episódio, a série bate seu primeiro recorde com 19.0 pontos, o maior índice às quintas desde o especial BBB Dia 101, exibido em 28 de abril de 2022, que registrou 23.2 pontos.
Bate novo recorde de audiência no dia 22 de julho, quando atinge excelentes 21.0 pontos de média, beneficiada pela novela Pantanal, que anotou 31.3 pontos, ficando à frente da novela das sete, no caso Cara e Coragem, que anotou 20.6 pontos.
O último episódio registrou 18.6 pontos. Teve média geral de 18.6 pontos, superando a maioria das séries já exibidas na faixa de shows.